# Retiar

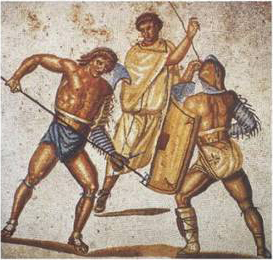
Retiar (stânga) și secutor

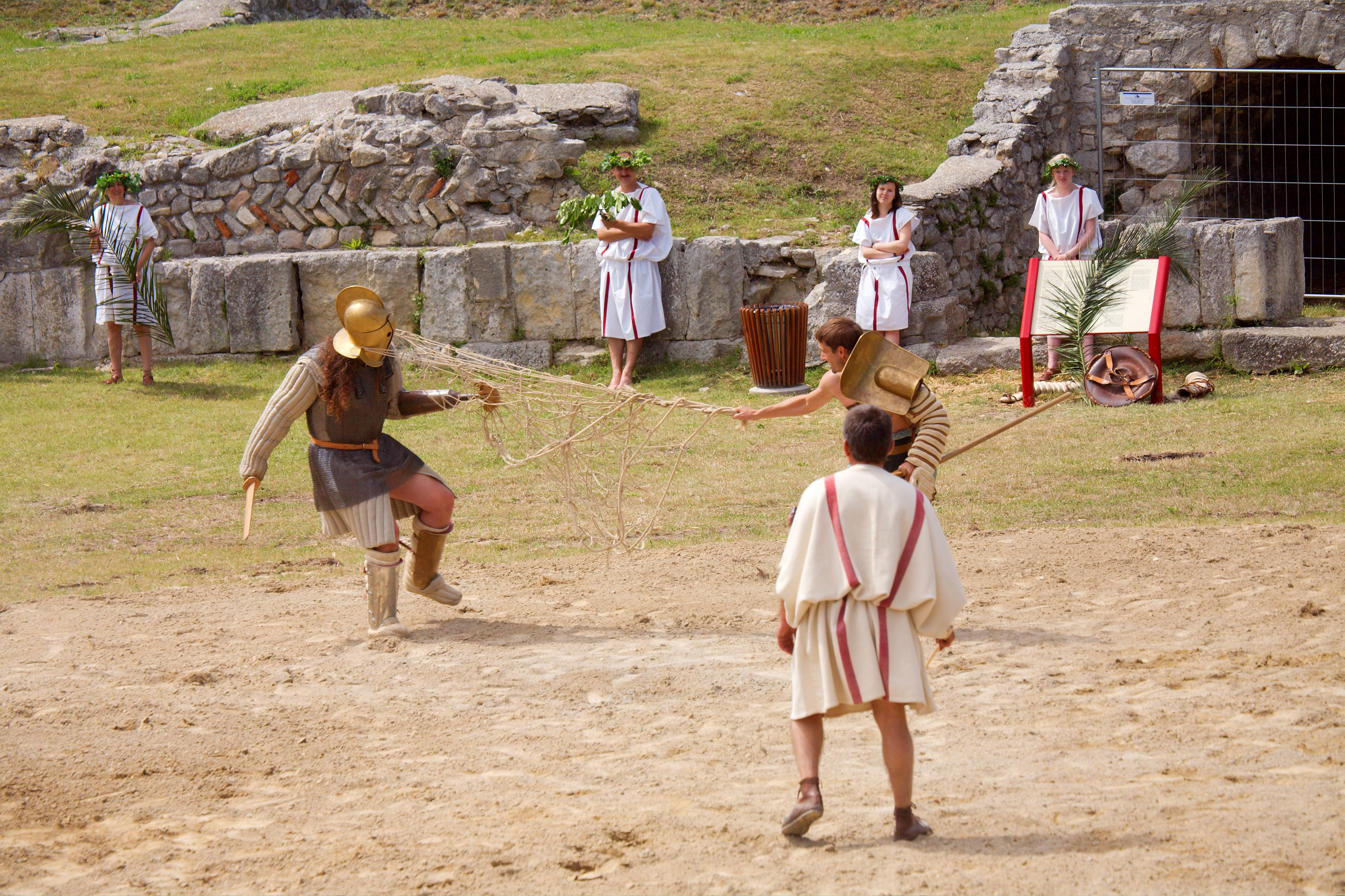
Reconstituire a unei lupte

Un retiar (din latină: retiarius) era un gladiator înarmat cu un trident și cu o plasă în care căuta să-și prindă adversarul.